# Liste von Leuchttürmen in Portugal
Die Liste von Leuchttürmen in Portugal führt Leuchttürme an der Atlantikküste von Portugal auf. Sie beginnt auf der Iberischen Halbinsel von Nord nach Süd und danach auf Madeira und den Azoren von Ost nach West. Leuchtturm heißt auf portugiesisch Farol. Bei den Stationen, die durch einen Neubau ersetzt wurden, ist ein zweites Baujahr angegeben. 
Die seit dem 16. Jh. entstandenen Leuchttürme Portugals unterstehen heute der obersten Seebehörde Portugals, die Autoridade Marítima Nacional. Sie betreut heute (Stand Januar 2023) 30 Leuchttürme in Kontinental-Portugal, 16 auf den Azoren und 7 auf Madeira.

## Liste

### Festland
| Name                                | Region                    | Gewässer     | Position                        | Baujahr(e) | Turmhöhe | Feuerhöhe | Kennung         | Bild |
| ----------------------------------- | ------------------------- | ------------ | ------------------------------- | ---------- | -------- | --------- | --------------- | ---- |
| Farol de Montedor                   | Distrikt Viana do Castelo | Nordatlantik | 41° 45′ 3,9″ N, 8° 52′ 24,5″ W  | 1908       | 28 m     | 103 m     | Fl(2)W.9.5s     |      |
| Farol do Regufe                     | Distrikt Porto            | Nordatlantik | 41° 22′ 27,8″ N, 8° 45′ 16,9″ W | 1892       | 22 m     | 30 m      | gelöscht (2001) |      |
| Farol de Leça                       | Distrikt Porto            | Nordatlantik | 41° 12′ 4,7″ N, 8° 42′ 43,8″ W  | 1926       | 46 m     | 57 m      | Fl(3)W.14s      |      |
| Farol de Aveiro                     | Distrikt Aveiro           | Nordatlantik | 40° 38′ 34,2″ N, 8° 44′ 52,5″ W | 1893       | 62 m     | 66 m      | Fl(4)W.13s      |      |
| Farol do Cabo Mondego               | Distrikt Coimbra          | Nordatlantik | 40° 11′ 27,4″ N, 8° 54′ 18,4″ W | 1858/1922  | 15 m     | 97 m      | Fl.W.5s         |      |
| Farol do Penedo da Saudade          | Distrikt Leiria           | Nordatlantik | 39° 45′ 50,5″ N, 9° 1′ 52″ W    | 1912       | 32 m     | 55 m      | Fl(2)W.15s      |      |
| Farol da Nazaré                     | Distrikt Leiria           | Nordatlantik | 39° 36′ 15,9″ N, 9° 5′ 7,3″ W   | 1903       | 8 m      | 50 m      | Oc.W.3s         |      |
| Farol da Berlenga                   | Distrikt Leiria           | Nordatlantik | 39° 24′ 55″ N, 9° 30′ 33,6″ W   | 1842       | 29 m     | 121 m     | Fl.W.10s        |      |
| Farol do Cabo Carvoeiro             | Distrikt Leiria           | Nordatlantik | 39° 21′ 38″ N, 9° 24′ 27,9″ W   | 1790/1886  | 27 m     | 57 m      | Fl(3)R.15s      |      |
| Farol do Cabo da Roca               | Distrikt Lissabon         | Nordatlantik | 38° 46′ 54,7″ N, 9° 29′ 50″ W   | 1772       | 22 m     | 165 m     | Fl(4)W.17s      |      |
| Farol do Cabo Raso                  | Distrikt Lissabon         | Nordatlantik | 38° 42′ 34,1″ N, 9° 29′ 8,7″ W  | 1894/1915  | 13 m     | 23 m      | Fl(3)W.9s       |      |
| Farol da Guia                       | Distrikt Lissabon         | Nordatlantik | 38° 41′ 44,2″ N, 9° 26′ 47,1″ W | 1537/1761  | 28 m     | 58 m      | Iso.WR.2s       |      |
| Farol de Santa Marta                | Distrikt Lissabon         | Nordatlantik | 38° 41′ 25,4″ N, 9° 25′ 15,3″ W | 1868       | 20 m     | 25 m      | Oc.WR.6s        |      |
| Farol de São Julião                 | Distrikt Lissabon         | Nordatlantik | 38° 40′ 28,1″ N, 9° 19′ 30,9″ W | 1775       | 24 m     | 39 m      | Oc.R.5s         |      |
| Farol do Bugio                      | Distrikt Lissabon         | Nordatlantik | 38° 39′ 37,7″ N, 9° 17′ 56,1″ W | 1693/1775  | 14 m     | 28 m      | Fl.G.5s         |      |
| Farol da Gibalta                    | Distrikt Lissabon         | Rio Tejo     | 38° 41′ 56,8″ N, 9° 15′ 58,6″ W | 1914/1954  | 21 m     | 31 m      | Oc.R.3s         |      |
| Farol do Esteiro                    | Distrikt Lissabon         | Rio Tejo     | 38° 42′ 13,6″ N, 9° 15′ 35,4″ W | 1914       | 15 m     | 82 m      | Oc.R.6s         |      |
| Torre de Belém                      | Distrikt Lissabon         | Rio Tejo     | 38° 41′ 29,7″ N, 9° 12′ 57,3″ W | 1847       | 30 m     |           | gelöscht (1945) |      |
| Farol de Cacilhas                   | Distrikt Setúbal          | Rio Tejo     | 38° 41′ 17,1″ N, 9° 8′ 46,8″ W  | 1886       | 12 m     |           | gelöscht (1978) |      |
| Farol do Cabo Espichel              | Distrikt Setúbal          | Nordatlantik | 38° 24′ 56,1″ N, 9° 12′ 58,7″ W | 1790       | 31 m     | 168 m     | Fl.W.4s         |      |
| Farol do Forte do Cavalo            | Distrikt Setúbal          | Nordatlantik | 38° 26′ 4,5″ N, 9° 6′ 59,6″ W   | 1896       | 7 m      | 35 m      | Oc.W.5s         |      |
| Farol do Cabo de Sines              | Distrikt Setúbal          | Nordatlantik | 37° 57′ 35,2″ N, 8° 52′ 49,9″ W | 1880       | 22 m     | 56 m      | Fl(2)W.15s      |      |
| Farol do Cabo Sardão                | Distrikt Beja             | Nordatlantik | 37° 35′ 55,1″ N, 8° 48′ 58,1″ W | 1915       | 17 m     | 68 m      | Fl(3)W.15s      |      |
| Farol do Cabo de São Vicente        | Distrikt Faro             | Nordatlantik | 37° 1′ 22,5″ N, 8° 59′ 47″ W    | 1515/1846  | 28 m     | 86 m      | Fl.W.5s         |      |
| Farol de Sagres                     | Distrikt Faro             | Nordatlantik | 36° 59′ 40,5″ N, 8° 56′ 57,6″ W | 1894/1960  | 13 m     | 53 m      | Iso.R.2s        |      |
| Farol da Ponta da Piedade           | Distrikt Faro             | Nordatlantik | 37° 4′ 50,1″ N, 8° 40′ 9,9″ W   | 1913       | 5 m      | 51 m      | Fl.W.7s         |      |
| Farol de Alfanzina                  | Distrikt Faro             | Nordatlantik | 37° 5′ 12,3″ N, 8° 26′ 33,5″ W  | 1920       | 23 m     | 63 m      | Fl(2)W.15s      |      |
| Farol do Cabo de Santa Maria        | Distrikt Faro             | Nordatlantik | 36° 58′ 28,5″ N, 7° 51′ 52,6″ W | 1851/1996  | 46 m     | 50 m      | Fl(4)W.17s      |      |
| Farol de Vila Real de Santo António | Distrikt Faro             | Nordatlantik | 37° 11′ 12,6″ N, 7° 24′ 58,5″ W | 1923       | 46 m     | 52 m      | Fl.W.6.5s       |      |

### Madeira
| Name                            | Region          | Gewässer     | Position                         | Baujahr(e)     | Turmhöhe | Feuerhöhe | Kennung       | Bild |
| ------------------------------- | --------------- | ------------ | -------------------------------- | -------------- | -------- | --------- | ------------- | ---- |
| Farol da Ponta de São Lourenço  | Madeira         | Nordatlantik | 32° 43′ 36,6″ N, 16° 39′ 10,6″ W | 1870           | 10 m     | 103 m     | Fl.W.5s       |      |
| Farol da Ponta do Pargo         | Madeira         | Nordatlantik | 32° 48′ 49,9″ N, 17° 15′ 47,1″ W | 1922           | 14 m     | 312 m     | Fl(3)W.20s    |      |
| Farol da Ponta de São Jorge     | Madeira         | Nordatlantik | 32° 50′ 4,4″ N, 16° 54′ 22,3″ W  | 1959           | 14 m     | 271 m     | LFl.W.5s      |      |
| Farol do Ilhéu de Ferro         | Madeira         | Nordatlantik | 33° 2′ 19,6″ N, 16° 24′ 21,3″ W  | 1959           | 14 m     | 130 m     | LFl.W.15s     |      |
| Farol do Ilhéu de Cima          | Madeira         | Nordatlantik | 33° 3′ 16,6″ N, 16° 16′ 44,5″ W  | 1901           | 15 m     | 124 m     | Fl.(3) W 15s  |      |
| Farol do Porto Moniz            | Madeira         | Nordatlantik | 32° 31′ 15,9″ N, 17° 5′ 42,3″ W  | 1954           | 3 m      | 62 m      | Ll WR 5s      |      |
| Farol da Ribeira Brava          | Madeira         | Nordatlantik | 32° 52′ 11,3″ N, 17° 9′ 49,7″ W  | 1928           | 6 m      | 34 m      | Fl R.5s       |      |
| Farol de Câmara de Lobos        | Madeira         | Nordatlantik | 32° 23′ 5,6″ N, 16° 34′ 59,5″ W  | 1930           | 5 m      | 23 m      | Oc. R 6s      |      |
| Farol do Funchal                | Madeira         | Nordatlantik | 32° 23′ 0,6″ N, 16° 32′ 43,1″ W  | 1939/1962/1986 | 6 m      | 15 m      | Fl. R 5s      |      |
| Farolim Costa Norte Porto Santo | Madeira         | Nordatlantik | 33° 5′ 57″ N, 16° 20′ 18″ W      | 1995           | 4,5 m    | 110 m     | Fl.(2) W 10s  |      |
| Farol Mole Norte de Porto Santo | Madeira         | Nordatlantik | 33° 3′ 34″ N, 16° 18′ 54″ W      | 1988           | 4        | 13 m      | Fl. R 4s      |      |
| Farol Mole Sul de Porto Santo   | Madeira         | Nordatlantik | 33° 1′ 58,4″ N, 16° 11′ 7,4″ W   | 1988           | 8        | 17 m      | Fl. G 4s      |      |
| Farol da Ponta da Agulha        | Madeira         | Nordatlantik | 32° 14′ 29,8″ N, 16° 16′ 29,6″ W | 1961/2003      | 8 m      | 72 m      | Fl. W 4s      |      |
| Farol do Ilhéu Chão             | Madeira         | Nordatlantik | 32° 21′ 8,3″ N, 16° 19′ 27,8″ W  | 1959           | 14 m     | 112 m     | Fl. (2) W 15s |      |
| Farol da Selvagem Grande        | Ilhas Selvagens | Atlantik     | 30° 8′ 43,7″ N, 15° 52′ 16,3″ W  | 1977           | 10 m     | 163 m     | Fl.W.4s       |      |
| Farol da Selvagem Pequena       | Ilhas Selvagens | Atlantik     | 30° 2′ 0″ N, 16° 1′ 36″ W        | 1977           | 1 m      | 50 m      | Fl.(2) W.6s   |      |

### Azoren
| Name                          | Region      | Gewässer     | Position                         | Baujahr(e)         | Turmhöhe | Feuerhöhe | Kennung                             | Bild |
| ----------------------------- | ----------- | ------------ | -------------------------------- | ------------------ | -------- | --------- | ----------------------------------- | ---- |
| Farol das Formigas            | Formigas    | Nordatlantik | 37° 16′ 15,6″ N, 24° 46′ 49,2″ W | 1948               | 19 m     | 22 m      | Fl(2)W.12s                          |      |
| Farol de Gonçalo Velho        | Santa Maria | Nordatlantik | 36° 55′ 46,4″ N, 25° 0′ 58″ W    | 1927               | 14 m     | 114 m     | Fl(3)W.13.5s                        |      |
| Farol de Ponta Garça          | São Miguel  | Nordatlantik | 37° 42′ 52″ N, 25° 22′ 11,5″ W   | 1957               | 14 m     | 101 m     | LFl.WR.5s                           |      |
| Farol da Ponta do Arnel       | São Miguel  | Nordatlantik | 37° 49′ 26,8″ N, 25° 8′ 8,2″ W   | 1876               | 15 m     | 66 m      | Fl.W.5s                             |      |
| Farol da Ponta da Ferraria    | São Miguel  | Nordatlantik | 37° 51′ 13,4″ N, 25° 51′ 0,6″ W  | 1901               | 18 m     | 107 m     | Fl(3)W.20s                          |      |
| Farol da Ponta do Cintrão     | São Miguel  | Nordatlantik | 37° 50′ 44,7″ N, 25° 29′ 22,2″ W | 1957               | 14 m     | 118 m     | Fl(2)W.10s                          |      |
| Farol de Santa Clara          | São Miguel  | Nordatlantik | 37° 26′ 24″ N, 25° 24′ 39,2″ W   | 1945               | 8 m      | 27 m      | Fl W.5s                             |      |
| Farol da Ponta das Contendas  | Terceira    | Nordatlantik | 38° 38′ 36,8″ N, 27° 5′ 3,5″ W   | 1934               | 13 m     | 54 m      | Fl(4)WR.15s                         |      |
| Farol da Ponta da Serreta     | Terceira    | Nordatlantik | 38° 27′ 20,5″ N, 27° 13′ 19,2″ W | 1908 / 1986 / 2004 | 14 m     | 95 m      | Fl W.6s                             |      |
| Farol da Ponta da Ilha        | Pico        | Nordatlantik | 38° 24′ 45″ N, 28° 1′ 49,7″ W    | 1946               | 19 m     | 29 m      | Fl(3)W.15s                          |      |
| Farol da Ponta do Topo        | São Jorge   | Nordatlantik | 38° 32′ 56,7″ N, 27° 45′ 17,3″ W | 1927               | 16 m     | 58 m      | Fl(3)W.20s                          |      |
| Farol da Ponta dos Rosais     | São Jorge   | Nordatlantik | 38° 27′ 4,7″ N, 28° 11′ 3,1″ W   | 1958               | 27 m     | 283 m     | Fl(2) W.10s                         |      |
| Farol da Ribeirinha           | Faial       | Nordatlantik | 38° 35′ 45″ N, 28° 36′ 13,8″ W   | 1919               | 20 m     | 147 m     | Fl(3)W.20s (seit 1998 Behelfsfeuer) |      |
| Farol de Vale Formoso         | Faial       | Nordatlantik | 38° 34′ 52″ N, 28° 48′ 40″ W     | 1950er             | 13 m     | 114 m     | LFl(2)W.10s                         |      |
| Farol da Ponta dos Capelinhos | Faial       | Nordatlantik | 38° 35′ 48,2″ N, 28° 49′ 34,1″ W | 1903               | 20 m     | 70 m      | gelöscht                            |      |
| Farol da Ponta da Barca       | Graciosa    | Nordatlantik | 39° 5′ 37,3″ N, 28° 2′ 57,3″ W   | 1930               | 23 m     | 71 m      | Fl.W.7s                             |      |
| Farol do Carapacho            | Graciosa    | Nordatlantik | 39° 1′ 8″ N, 27° 57′ 4″ W        | 1956               | 14 m     | 191 m     | Fl(2)W.10s                          |      |
| Farol da Ponta das Lajes      | Flores      | Nordatlantik | 39° 22′ 32,4″ N, 31° 10′ 36,4″ W | 1910               | 16 m     | 99 m      | Fl(3)W.28s                          |      |
| Farol do Albarnaz             | Flores      | Nordatlantik | 39° 31′ 11,4″ N, 31° 14′ 8,9″ W  | 1925               | 15 m     | 104 m     | Fl.W.5s                             |      |